# Whiteleys
Whiteleys est un centre commercial situé dans le quartier de  Bayswater, dans le centre de Londres en Angleterre. Il a été le premier grand magasin de Londres. L'entrée principale du magasin était situé sur Queensway.

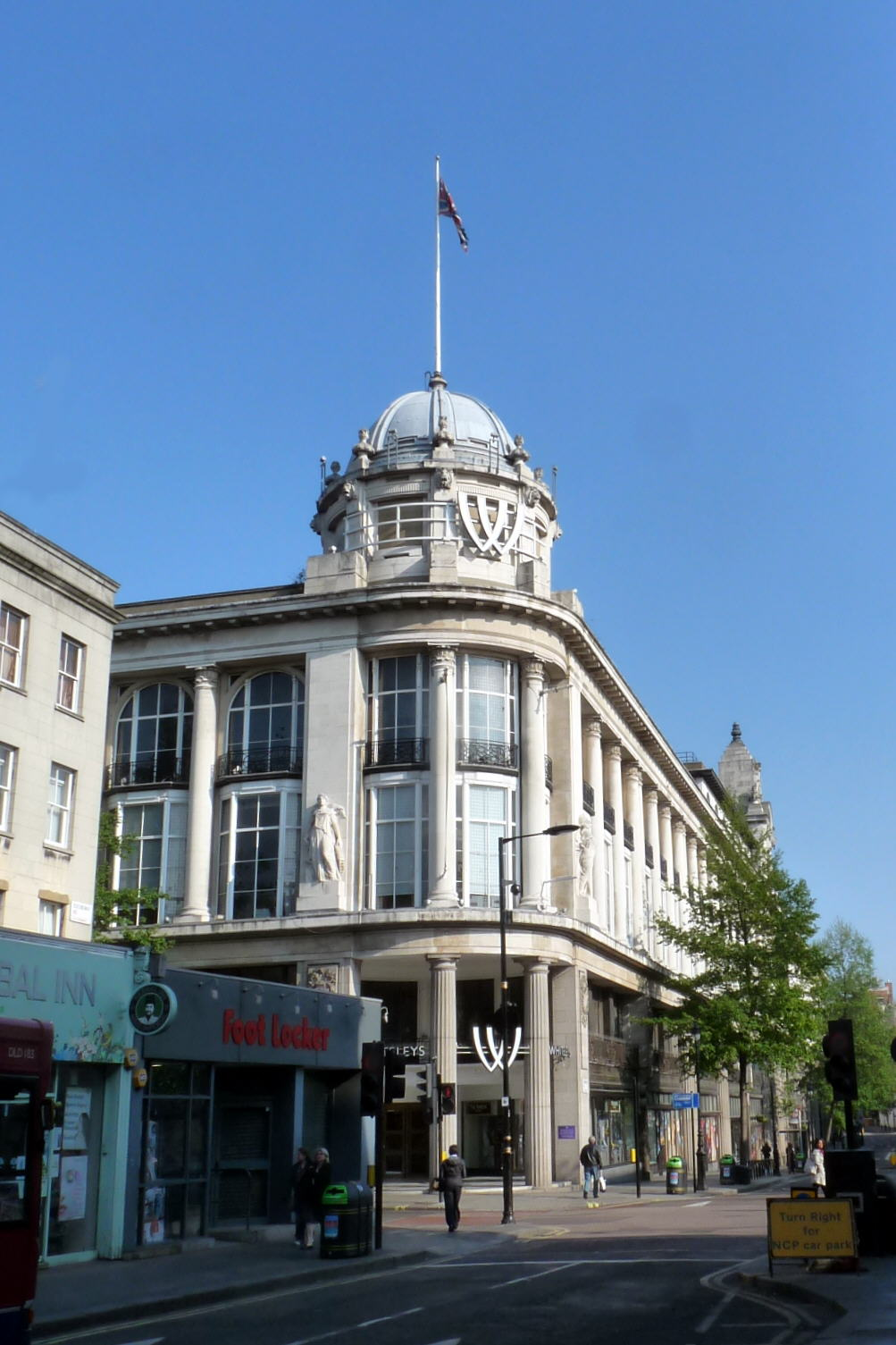
Whiteleys

## Histoire
Le grand magasin originel Whiteleys fut créé par William Whiteley, qui ouvrit un magasin de vente de draperies au 31 Westbourne Grove en 1863. En 1867, il s'étendait à une rangée de boutiques contenant 17 départements distincts. En 1890, Whiteleys employait plus de 6.000 personnes, la plupart d'entre elles vivant dans des dortoirs hommes et des dortoirs femmes appartenant à la compagnie, devant obéir à 176 règles et travaillant de 7 heures à 23 heures, six jours par semaine. Whiteley a également acheté massivement des terres agricoles et érigé des usines de transformation alimentaire pour fournir des produits pour le magasin et pour le personnel.
Le premier magasin  – décrit comme "un immense symposium des arts et des industries de la nation et du monde" – a été détruit par un gigantesque incendie en  1887, l'un des plus grands incendies dans l'histoire de Londres. Ce fut le quatrième incendie à dévaster l'entreprise depuis 1882.
En 1907, William Whiteley fut assassiné par Cecil Whiteley qui prétendait être son fils illégitime. Après sa mort, le conseil d'administration, y compris deux des fils de Whiteley a autorisé l'expiration des baux sur les différentes propriétés de Westbourne Grove et déménagé le magasin dans un nouveau bâtiment construit à cet effet sur Queens Road (maintenant appelée Queensway).
L'immeuble a été conçu par John Belcher et John James Joass, et inauguré par le lord-maire de Londres en 1911. Il représentait le comble du luxe pour l'époque, comprenant à la fois un théâtre et un terrain de golf sur le toit. Il apparaît dans un certain nombre de romans du début du XXe siècle, et en 1913, dans la pièce Pygmalion, de George Bernard Shaw, où Eliza Doolittle est envoyée "chez Whiteleys pour être vêtue." À la fin des années 1920, le Dr. A. J. Cronin, romancier, a été nommé en tant que médecin de Whiteleys, et en 1927, le magasin rival Selfridges a acheté la compagnie.
Dans les années 1950, le président Sir Sidney Harold Gillett a annoncé que le magasin était trop grand pour son chiffre d'affaires et a converti les étages supérieurs de la boutique en espaces de bureau. 
Ceux-ci ont été utilisés par LEO Computers Ltd dans les années 1950 et plus tard par International Computers Limited (ICL) comme bureaux et centres de formation dans les années 1970. Les bureaux ont été nommés "Hartree House" d'après Douglas Rayner Hartree en reconnaissance de son rôle dans l'histoire de LEO Computers. Esso Petroleum a également loué une partie des espaces de bureau.
En 1961 United Drapery Stores a acheté Whiteleys pour un montant de 1.750.000 £. À la fin des années 1970 UDS fit une étude de marché pour savoir si les pertes de l'entreprise étaient dues à la baisse de la satisfaction des clients. Le résultat de l'enquête fut positif : il prouva que Whiteleys n'avait plus assez de clients.
Le grand magasin ferma en 1981 et resta vide jusqu'au rachat du bâtiment par une société appelée The Whiteleys Partnership en 1986, plus tard acquise par la Standard Life Assurance Company. Une vaste reconstruction suivit ; la façade et certains éléments intérieurs tels que les escaliers et les rampes demeurent, mais le bâtiment a dans l'ensemble été démoli et reconstruit. Au cours de cette reconstruction une grue 
s'effondra, tuant des ouvriers et le conducteur d'une voiture. Le magasin rouvrit en 1989.
En septembre 2013 le centre a été acheté par un trust familial de Brunei pour 100 millions de livres, en dehors du marché boursier.
L'immeuble a été classé Grade II Listed Building en 1970.

## Groupe Whiteley
Whiteleys possédait trois autres magasins en dehors du magasin principal sur Westbourne Grove  : 
- Frederick Gorringe sur Buckingham Palace Road, London
- West & Moulton à Ilford
- R H O Hills à Blackpool

## Centre commercial
En 1989 Whiteleys a été rouvert en tant que centre commercial. L'actuel Whiteleys consiste en un grand nombre de boutiques et de lieux pour manger y compris  Marks & Spencer, HMV, Starbucks et un bar à sushis. Les installations de loisirs incluent un cinéma Odéon et un bowling. Le centre commercial n'a jamais fonctionné en tant que distribution de détail et est devenu fortement décrié par les résidents riches et sophistiqués de proximité de Notting Hill. Depuis 2005, un changement lent de la direction a commencé sous un nouveau régime de gestion qui intègre des améliorations physiques importantes à l'intérieur, le remplacement de McDonalds avec le nouveau restaurant de Rowley Leigh Le Café Anglais et une nouvelle salle de la nourriture dans la zone du centre commercial central. Sur la gestion du site ont revendiqué dans la presse que ce soit le début d'une transformation de l'immeuble et de ses commerces. 
Le rez-de-chaussée fontaine, avec sa sculpture inspirée, a certainement disparu sans prévenir à cette époque. En Juin 2008, le rez-de-chaussée a été transformé en ce que la direction a appelé un «espace de restauration», essentiellement une version plus grande, plus glamour qu'un espace de restauration de grand magasin, conçu par Lifeschutz Davidson Sandilands et exploité par le restaurateur de renom Dominic Ford il est appelé "Food Inc" et vend du poisson frais, de la viande, des produits secs, du vin et de la viande de la ferme de centre commercial. Cette année, un nouveau magasin vintage, Victory Vintage, ouvert à l'opposé du premier étage GAP. L'un des plus grands espaces de vente au détail sur le premier étage était auparavant exploité par Borders, mais fait maintenant partie de la chaîne Toys-R-Us. D'autres magasins comprennent les succursales de magasins de vêtements Zara et French Connection et 'The Real China'.

## Autres occupants
Dans le bâtiment actuel Whiteleys, il y a une société de production de télévision appelée  Princess Productions 
qui possède des bureaux et un studio de télévision, 
qui a été utilisé pour le show britannique breakfast TV  
RI:SE, The Wright Stuff, Sunday Brunch et T4.

## Anciens occupants
Jusqu'en avril 2010 Whiteleys abritait également le détaillant en ligne  Net-a-Porter. Les principaux bureaux de la société sont maintenant situés dans Westfield London.

## Dans la culture populaire
Whiteley est mentionné dans plusieurs livres et il est apparu dans de nombreuses œuvres de fiction, films, émissions de télévision ; notamment :
- Dans War of the Wenuses, une parodie de 1898 de The War of the Worlds, l'une des principales batailles entre les femmes de la Terre et les femmes vénusiennes a lieu en dehors de la banque d'origine à Westbourne Grove.
- Le catalogue des magasins Whiteley a servi de matériau pour le roman-collage de Edward Verrall Lucas et Georges Morrow Quelle vie ! (What a life !) en 1911.
- Dans la version cinématographique de Un cerveau d'un milliard de dollars le héros  utilise une machine à rayons X dans le rayon des chaussures de Whiteleys pour examiner le contenu d'un emballage scellé.
- Dans l'adaptation de la série TV Les Tripodes, filmé en 1983, le bâtiment délabré Whiteleys est utilisé pour décrire un grand magasin abandonné au XXIe siècle à Paris.
- Dans le film, Closer ayant comme distribution Julia Roberts, Jude Law, Natalie Portman et Clive Owen, l'étage supérieur de Whiteleys accueille une exposition de galerie d'art, et Whiteleys est le lieu de la seule scène où les quatre acteurs apparaissent ensemble dans le même temps.
- En 2013 le thriller The Escape Artist de la BBC1 filma des scènes à cet endroit.
- La Folie Whiteley par Linda Stratmann (2004, Sutton Publishing) est une biographie de William Whiteley, et une histoire de la boutique.
- En 2016 dans la saison 4 de la série Mr Selfridge, nous voyons le rachat de Whiteleys par Harry Gordon Selfridge. La série développe l’intrigue, sur problèmes de gestion des stocks et les difficultés liées aux dettes de l’entreprise à cette époque.

## Sites externes
- Whiteleys – site officiel